# 羊っ娘 メリーさん
『羊っ娘 メリーさん』（ひつじっこ めりーさん）は、海月れおなによる日本の漫画作品。livedoor デイリー4コマにて掲載されていたが、2012年5月31日の同サイト終了に伴い、ウェブコミック掲載サイト『マンガごっちゃ』（マイクロマガジン社）に場所を移して連載中。

## ストーリー
羊人間の女の子・メリーさんは人間の小学校に通うことになった。メリーさんの生態や行動に驚くクラスメイト達だったが、すぐに馴染んでいく。やがてクラスには狼少女のウルミ、ハムスター少女のハムリーナらも転入してくる。

## 登場人物

### 3年3組の生徒達
メリー
羊と人間のキメラ少女。8歳。遺伝子が不安定で時々、羊だけの姿になったり、人間だけの姿になったりする。普段はピンク色の髪だが、人間モードの時は色が変わる。基本的に粗野でHで攻撃的な性格だが、人間モードの時はややおとなしめの性格になる。本人の弁によると試験管ベビーとの事で両親はいないが、じいちゃん・姉・妹と一緒にわら敷きの粗末な小屋で暮らしている。他に別居している祖母もいる。
服に見えるものは体毛で、実はいつも裸。髪の毛を含め体毛が伸びるのが速く、時々おじいさんに刈ってもらっている。刈り取った毛は羊毛として活用される。体毛のせいか暑がり。また、湿度が高いと異様な姿になる。人間モードの時は体毛も薄くなるので服を着ている。人間と同じ雑食だが、時々野生の動植物を口にする事がある。
Hなのは羊年齢が適用されているためだが、他のキメラ達にそういった特徴は見られない。時々発情して男女の見境なく襲いかかる。
台詞や歌の「め」をメェという鳴き声に置き換える遊びが気に入っている。
鈴木山田 佐藤子（すずきやまだ さとうこ）
人間の女の子。愛称はサトちゃん。9歳。基本的にポニーテールだが、寝るとき以外に髪を下ろしている事もある。少女漫画が大好きで、読み過ぎてメガネをかけるようになり、メリーにメガネっ娘認定される。
メリーに振り回されているが、家にも行くなど一番仲は良い。裁縫が得意なのか、ハムリーナ用にコスプレ衣装を作ってくるようになった。
ウルミ
狼のキメラ少女。極度のビビリ症で日に何度もおもらししていたが、耳帽子を被るようになって収まる。おばあちゃんと暮らしており、お下がりの旧々スク水とブルマを使っている。
肉料理に目がなく、野菜が苦手。たまにハムリーナを見て目の色を変える。メリー同様、野生生物を口にしようとした事がある。メリーと違って、体毛がない。太い尻尾を握られると弱い。満月を見ると半獣モードのまま野生化し、次の満月まで元に戻らなかった。
性格ゆえに男の子が苦手だが、ショウが好きになる。ハムリーナにこき使われていたが、ハムリーナがひとみ先生の胸の谷間に移った時は嫉妬した。
ハムリーナ・リノネ・リマワヒII世
ハムスターのキメラ少女。ハムスターサイズ。そのサイズ故に特に体育の授業では苦労している。メリーにはハムちんと呼ばれているが本人は嫌っている。高飛車な性格で、ウルミの頭上を定位置にしている。メリーとは気が合わず、よくやりあっている。小動物に乗って登校している。名前や口ぶりからすると貴族で、また謎の勢力に襲われるなど訳ありのようだが、詳細は不明。
トラコ
虎のキメラ少女。海外から佐藤子の家にホームステイにやって来た。マンガ好きの二次元オタクだが、エログロ漫画が好きなどかなり偏っている。メリー以上に下ネタに無頓着。常に縞柄のハイソックスをはいている。
ショウ
人間の男の子。外見が女の子に近く、気が弱い。メリーのお気に入りだが、ウルミと仲良くなり、メリーの怒りを買う。しかし、ウルミが野生化した時は拉致されて弱音を吐く。
太郎
人間の男の子。悪戯好きでキメラや女の子に対する無神経など小学生らしいキャラ。

### メリーの家族
じいちゃん
白髪と白いあごひげが特徴のメリーの同居人。外見は普通の人間で、メリーにじいちゃんと呼ばれているが、試験管ベビーのはずのメリーとの続柄は不明。メリーの世話をしているが、すぐ嘘を教えるなど、かなりいい加減な性格。忍者の術を会得している。
ミリー
メリーの姉。メリーと違って自分で遺伝子をコントロールして姿を変えることが出来る。高校生か中学生で、学校へは人間モードで通っている。半獣モードの時の服はやはり体毛。小さい物に優しい。
モリー
メリーの妹。まだ赤ちゃん。メリーはモリーを苦手としている。

### その他
先生
メリー達の担任の女の先生。名前不明。髪留めを2つしていて、ほとんど目を閉じているのが特徴。外見は若めだが、年齢は30を超えているらしい。下ネタへの反応が多い。
ホルスタイン・瞳
途中から登場した副担任の女の先生。牛のキメラで巨乳。生徒にはひとみ先生と呼ばせている。担当教科は体育で、いつもジャージを着ている。実家は牧場。
フロッグウーマン
カエルのキメラの女性。手から粘液が出せる。子供の頃いじめられたことから人間を憎んでおり、虚無僧姿で人間の子供に変質行為を働いていた。